# Brachyscleroma longiterebrae
Brachyscleroma longiterebrae är en stekelart som beskrevs av He, Chen och Ma 2000. Brachyscleroma longiterebrae ingår i släktet Brachyscleroma och familjen brokparasitsteklar. Inga underarter finns listade.